# Solaris (polski zespół muzyczny)
Solaris – polski zespół muzyczny, pochodzący z Zamościa, grający muzykę taneczną, disco dance i disco polo.

## Historia
W 1990 zespół założył jego wokalista i lider, Piotr Wójcik. Grupa wydała razem 8 albumów, zawierających ponad 100 utworów.
Największą popularność osiągnął album pt: "Szmaragdy i diamenty" z 2008 roku, który sprzedał się w ogromnym nakładzie, a tytułowa piosenka okazała się być w pierwszej dziesiątce pobieranych dzwonków na telefony komórkowe, w 2010 roku, w Polsce. Piosenka "Szmaragdy i diamenty" była nominowana do "Hitu Wszech czasów Disco Polo" Ostróda 2013 oraz do "Złotej Piątki Hitów Disco Polo" Kobylnica 2015.  
W 2011 roku zespół SOLARIS brał udział w polskich eliminacjach do Festiwalu Eurowizji   z piosenką "Czuję moc".
Swoje 25- lecie istnienia grupa Solaris świętowała na scenie Festiwalu Muzycznego w Kobylnicy.

## Dyskografia
Albumy
- 1992: Los mi ciebie dał
- 1992: W starym parku
- 1993: Przetańczyć ten czas
- 1993: Zły sen
- 2005: Taki gość
- 2008: Szmaragdy i diamenty
- 2009: Szmaragdy i diamenty, Czuję moc i inne przeboje[9]
- 2014: Tylko z Tobą[10]

Single
- 1995: Deszczowa opowieść nad ranem
- 1997: Zostań ze mną jeszcze raz
- 2000: Samotność jak zły sen
- 2003: I już zawsze tak będzie
- 2006: Bajka - Bądź przy mnie wciąż
- 2006: Ściągaj ubranie
- 2006: Martwe słowa
- 2007: I już zawsze tak będzie
- 2007: Nie chce ciebie stracić
- 2008: Szmaragdy i diamenty
- 2009: Biała Dama
- 2010: Błękitne bzy
- 2011: Yoko
- 2013: Wszyscy bawią się
- 2014: Świąteczny czas
- 2016: Jedyna królewna
- 2018: Urocza Kotka